# Bagaevsky (huyện)
Huyện Bagaevsky (tiếng Nga: ? райо́н) là một huyện hành chính tự quản (raion), của Tỉnh Rostov, Nga. Huyện có diện tích 979 km². Trung tâm của huyện đóng ở Bagaevsky.